# キワ・ヒルスタ
キワ・ヒルスタ（Kiwa hirsuta）は、キワ属に分類される甲殻類の一種。2005年に南太平洋で発見された。

## 発見
カリフォルニア州に本拠地を置くモントレー湾水族館研究所(MBARI)のRobert Vrijenhoekらが率いるチームが、深海調査潜水艇アルビン号を母船「アトランティス」から操縦してこれを発見した。それはイースター島から南に1,500kmの南太平洋沖、深度2,200mの位置で太平洋南極海嶺 (英:Pacific-Antarctic Ridge) の熱水噴出孔の周りで生活していた。

## 特徴

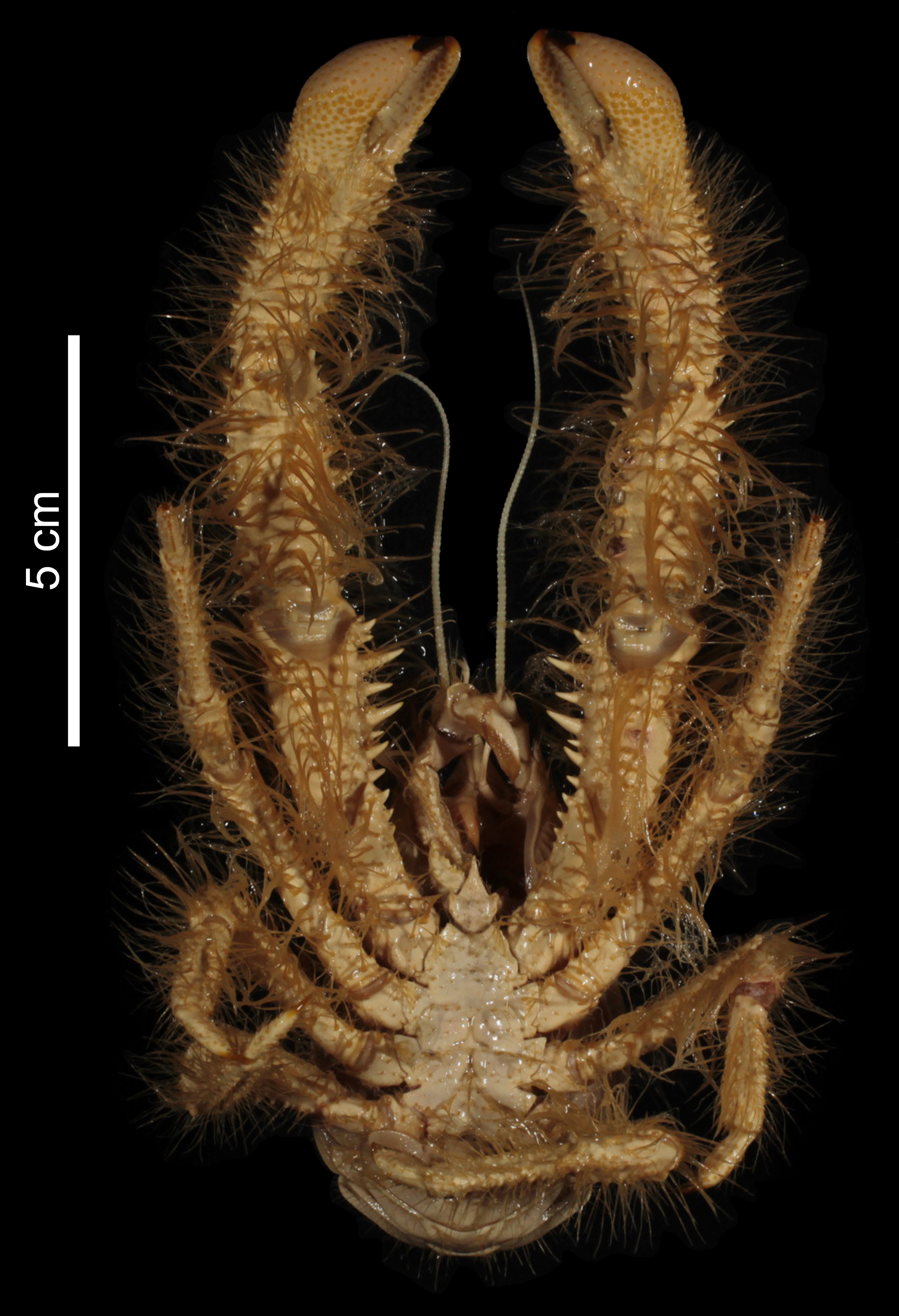
キワ・ヒルスタの腹側

体長約15cmの十脚甲殻類で、巨大なはさみを含めた胸脚が毛皮のような白っぽい多くの毛 (setae) で覆われる。その風貌から"Yeti lobster"（イエティ(雪男)のロブスター）や"Yeti crab"（イエティのカニ）と呼ばれる。
目は極端に退化し、膜のようなものが残っているだけで、おそらく見えていないと考えられる。前述の毛に覆われたはさみには糸状菌を蓄えている。それは熱水噴出孔から噴き出す有毒な鉱物を解毒するため、もしくはそれを食料にするためではないかと考えられている。普段は藻類や小さな甲殻類を食べている。

## 名前の由来と間違い
本種を命名したマクファーソンらは、この新種のために創設した新属 Kiwa の属名は、ポリネシア神話の甲殻類の女神『キワ(kiwa)』にちなむとし、新科名もこれに科を表す「～idae」を付して『キワイデ(Kiwaidae)』とした。そのチームによると発見した当時神話について調べるために参照したものがweb神話百科事典『ENCYCLOPEDIA MYTH』のみであって、そこには確かに『kiwa』についてポリネシア神話の女神であると記されている(2006年8月8日現在)。
しかし実際には神話にも出てこないばかりか、単語の形自体ポリネシアでは見られないものだった。そこで英語版ウィキペディアのユーザーがマクファーソンに問いかけたところ間違いだと認め、IFREMERやMBARIの公式サイトで語源を修正して発表するとした。2006年8月8日現在まだ発表はない。本来 "kiwa" はマオリ神話の海の守護神(男性)である。なお、"hirsuta"は「毛むくじゃら」という意味のラテン語である。

## 文献
- 【原記載】E. Macpherson, W. Jones & M. Segonzac (2006). A new squat lobster family of Galatheoidea (Crustacea, Decapoda, Anomura) from the hydrothermal vents of the Pacific-Antarctic Ridge. Zoosystema 27 (4): 709–723 (PDF)